# Незеритис, Андреас
Андре́ас Незери́тис (греч. Ανδρέας Νεζερίτης; 1 декабря 1897, Патры, Греция — 19 ноября 1980, Афины) — греческий композитор, пианист и педагог.

## Биография
Учился в Афинской консерватории у Дионисиоса Лаврангаса (композиция). Профессор в своей альма-матер (фортепиано). С 1957 года председатель Объединения греческих композиторов.

## Сочинения
- опера «Король без солнца» (1948, Афины)
- опера «Геро и Леандр» (по пьесе Франца Грильпарцера)
- прелюдия «5 псалмов Давида» для солистов, хора и оркестра (1946)
- 3 симфонии (1948–57)
- 2 рапсодии для оркестра (1938, 1939)
- «Эскизы из детской жизни» для оркестра (1920)
- Греческая танцевальная сюита на кипрскую тему (1931)
- концерт для виолончели (1945)
- концерты для инструментов с оркестром
- пьесы для фортепиано
- камерно-инструментальные ансамбли
- песни

## Награды
- 1952 — премия Афинской АН